# Centro Penitenciario Brians 1
El Centro Penitenciario Brians 1 es una prisión de la Generalidad de Cataluña situada en el municipio de San Esteban Sasroviras (Barcelona) España. Se inauguró en 1991. Ocupa una superficie construida de 61.562,17 m². Está situado junto al Centro Penitenciario Brians 2. La cárcel Can Brians 1 es la que concentra a los presos preventivos del área de Barcelona, tras el cierre de la Modelo.

## Historia
El CP Brians 1 fue el segundo en ser construido y gestionado por la Generalidad de Cataluña tras asumir las competencias unos años antes. Cuando el equipamiento se puso en marcha se destinó exclusivamente a población reclusa masculina, pero en 1993 se inauguró un nuevo centro destinado a mujeres penadas dentro del mismo recinto.
Una larga polémica respecto a la gestión del centro por parte del antepenúltimo y del penúltimo director y las prácticas de algunos funcionarios de Brians salió reflejada en algunos medios de comunicación. El director del centro (1 de julio de 2008-septiembre 2017) Juan Carlos Navarro, llegó a ser citado en un juicio por el suicidio de una reclusa.
El director Font llegó a comparecer para responder a preguntas de los parlamentarios. Un sindicato de funcionarios de prisión denunció al director Font. Éste recibió amenazas anónimas por parte de algunos funcionarios, lo que desembocó en su dimisión. Tras la dimisión de Josep Font, Gemma Torres tomó posesión como directora del CP Brians 1, el 15 de enero de 2019.

## Internos notables
Pedro Jiménez, condenado varias veces por violaciones, robos con violencia y la muerte de dos policías en prácticas el 5 de octubre de 2004 (Hospitalet de Llobregat).
Rosa Peral, condenada por el asesinato de un guardia urbano en el Penedès, fue trasladada a Brians 1 proveniente de Wad Ras. (Crimen de la urbana o crimen del pantano de Foix).
Juan Francisco López, asesino de una chica de 13 años (Villanueva y Geltrú) ingresó el 7 de junio de 2018.
Fèlix Millet y Jordi Montull, condenados por el Caso Palau-Millet ingresaron en esta prisión el 5 de febrero de 2018. Montull salió el 27 de febrero de 2018 en libertad provisional después del pago de una fianza.